# Cerruti
Cerruti er et fransk modehus, der blev grundlagt i 1967 i Paris af den italienske stylist og modedesigner Nino Cerruti.
Cerruti designer, fremstiller, distribuerer og sælger luksus ready-to-wear, jeans, parfume, sportstøj, lædervarer, ure og modeaccessories. Det bliver markedsført under to forskellige navne; Cerruti 1881 og  18CRR81 Cerruti.
I 1967 åbnede den første flagskibsbutik og hovedkvarteret på 3 Place de la Madeleine i Paris, Frankrig.
Virksomheden var ejet af det amerikanske firma MatlinPatterson Global Advisors fra august 2006 til 2010. Siden december 2010 har det været ejet af Trinity Ltd (Li & Fung Group).